# Loxosomella schizugawaense
Loxosomella schizugawaense är en bägardjursart som först beskrevs av Toriumi 1949.  Loxosomella schizugawaense ingår i släktet Loxosomella och familjen Loxosomatidae. Inga underarter finns listade i Catalogue of Life.